# إميلي غوميز
إميلي غوميز (بالفرنسية: Émilie Gomis)‏ مواليد 18 أكتوبر 1983 في السنغال، هي لاعبة كرة سلة فرنسية. تلعب في الدوري الفرنسي لكرة السلة للسيدات. يبلغ طولها 5 قدم 11 بوصة (1.8 م). مثلت منتخب بلادها. شاركت في دورة الألعاب الأولمبية الصيفية سنة 2012. وفي يناير 2024 فقدت منصبها كسفيرة لأولمبياد باريس 2024 بسبب الجدل المرتبط بمنشور لها عبر وسائل التواصل الاجتماعي بشأن الحرب في غزة.

## سجل المنافسة
شاركت في المنافسات التالية:
- الألعاب الأولمبية الصيفية 2012
- كأس العالم لكرة السلة للسيدات 2014

## الميداليات
| الميدالية | المسابقة                       |
| --------- | ------------------------------ |
| فضية      | الألعاب الأولمبية الصيفية 2012 |

## روابط خارجية
- إميلي غوميز على موقع الاتحاد الدولي لكرة السلة (الإنجليزية)
- إميلي غوميز على موقع الاتحاد الوطني لكرة السلة النسائية (الإنجليزية)
- إميلي غوميز على موقع كرة السلة الأوروبية.كوم (الإنجليزية)
- إميلي غوميز على موقع بروبوليرز (الإنجليزية)
- إميلي غوميز على موقع سبورتس رفرنس (الإنجليزية)
- إميلي غوميز على موقع سبورتس رفرنس (الإنجليزية)
- إميلي غوميز على موقع اللجنة الأولمبية الدولية (الإنجليزية)
- إميلي غوميز على موقع أوليمبيديا (الإنجليزية)
- إميلي غوميز على موقع اللجنة الأولمبية الفرنسية (مؤرشف) (الفرنسية)